# Kolohousenka
Kolohousenka byl první československý tank. Firma Škoda jej vyráběla v polovině dvacátých let 20. století ve třech variantách. Tank byl vyvezen i do zahraničí a ve službě byl do roku 1930.

## Vývoj
V roce 1923 Československo zakoupilo plány od německého designéra ing. Heinricha Vollmera, který ve svém systému kombinoval kolový podvozek s pásovým. Kolový podvozek mohl být spouštěn a zvedán, což mělo zaručit vozidlu optimální výkon při pohybech na silničních komunikacích, tak v terénu. Pásy pocházely z traktoru Hanomag WD-50. Vozidlo potřebovalo na přechod z kolového pohonu na pásový asi 15 minut. Odborná literatura označuje tuto koncepci za slepou cestu vývoje.
Práva na výrobu získaly tři společnosti a brzy byly vyrobeny první dva prototypy řady Kolohousenka pod označením KH-50. Stroje byly zpočátku koncipovány jako samohybná děla, avšak zkoušky nebyly uspokojivé. U prototypů brzy docházelo k poruchám a proto byly upraveny a vybaveny otočnou věží s kanónem ráže 37 mm. Později byla vyvinuta nová varianta se dvěma těžkými kulomety, kterou dostala Československá armáda pod označením KH-60. Tyto stroje byly vyvezeny i do Sovětského svazu a Itálie. Existovaly i plány na vybavení stroje kanónem ráže 75 mm. Poslední verzí byl KH-70 vybavený 47mm rychlopalným kanónem. Kolohousenky následně sloužily v armádě až do roku 1930, kdy byly vyřazeny.
V pražské ČKD na jejich konstrukci spolupracoval Alexej Surin, nejúspěšnější československý konstruktér bojových obrněných vozidel.

## Varianty
- KH-50 – první prototypy původně dělostřeleckých tahačů. Byly vyrobeny dva kusy, z čehož jeden byl předělán do tankové podoby s 37mm kanónem.

- KH-60 – varianta z roku 1927, osazená dvojicí těžkých kulometů vz. 24, které existovalo 5 kusů. Poprvé byl také tento typ přijat armádou. 3 kusy byly určené pro export, z toho dva kusy do Sovětského svazu.

- KH-70 – poslední varianta vyzbrojená 47mm rychlopalným kanónem. Vyrobily se dva stroje, z toho jeden byl exportován do Itálie.